# Istituto per le Opere di Religione
Das Istituto per le Opere di Religione, kurz IOR (italienisch „Institut für die religiösen Werke“), allgemein bekannt als die Vatikanbank, ist ein privatrechtliches Finanzinstitut im Besitz des Heiligen Stuhles. Es hat seinen Sitz im Turm Nikolaus V. in unmittelbarer Nähe zum Apostolischen Palast.
Das Institut galt in der Vergangenheit wegen der mangelnden Transparenz seiner Bilanzen sowie zahlreicher anonymer Nummernkonten, die in Verbindung mit Geldwäsche für die Mafia und Steuerhinterziehung gebracht wurden, auch als „ein Offshore-Paradies mitten in Europa“.
Im April 2014 wurden der Auftrag und die Mission des IOR durch Papst Franziskus auch für die Zukunft bestätigt. Er habe einem Vorschlag zur Zukunft des Geldinstituts zugestimmt, der die „Wichtigkeit des Auftrags des IOR für das Wohl der Kirche nochmals bestätigt“, hieß es in dem vatikanischen Statement.

## Geschichte und Aufgabe des Instituts

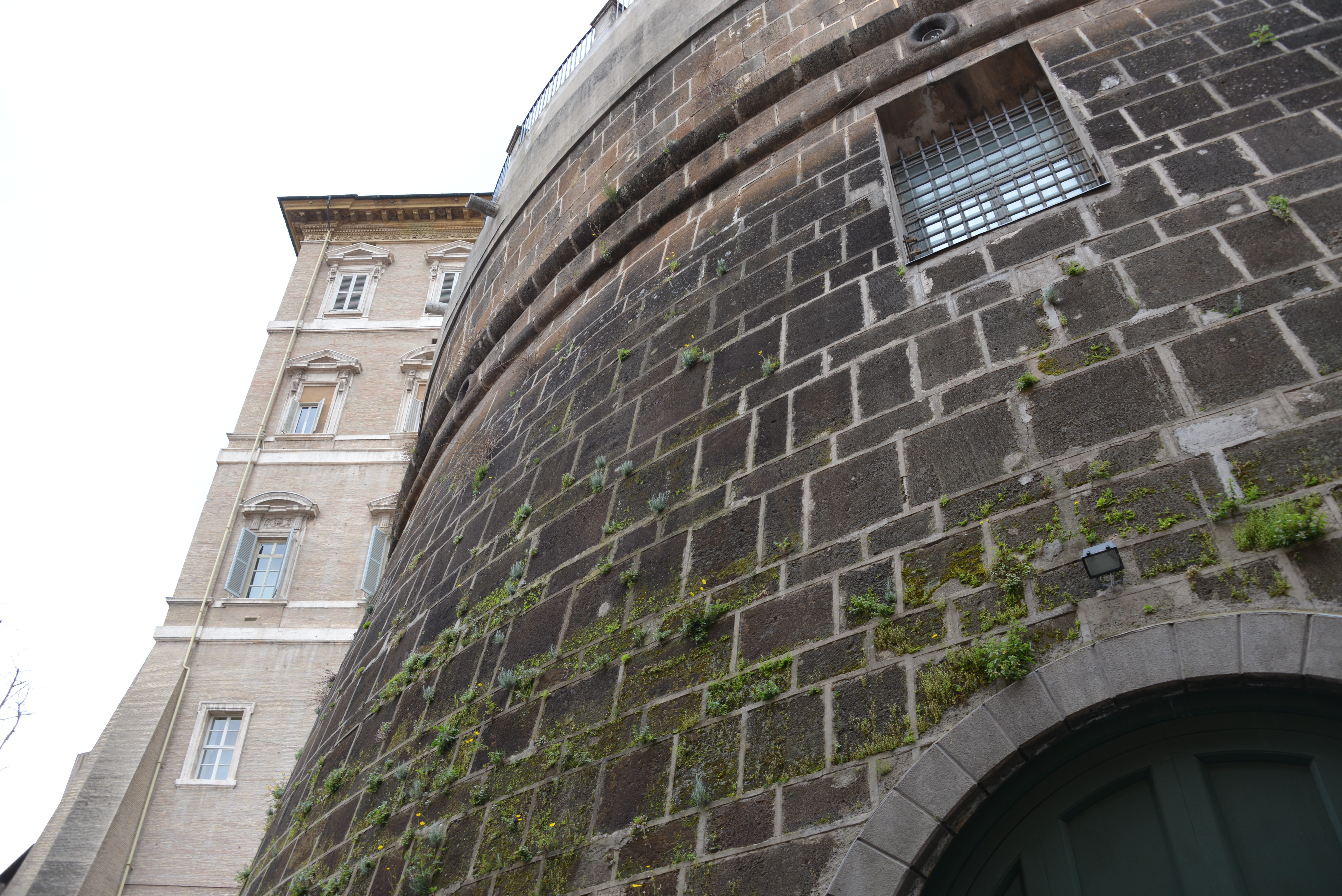
Turmfassade des Torre di Niccolò V (erbaut 1473), seit 1942 Sitz der Vatikanbank IOR, im Hintergrund der Apostolische Palast

Mit päpstlicher Konstitution vom 11. Februar 1887 ordnete Papst Leo XIII. die Bildung der Commissione ad pias causas (deutsch Kommission für fromme Zwecke) an, die 1908 von Papst Pius X. in Amministrazione per le Opere di Religione (AOR) (deutsch Verwaltung der Religiösen Werke) umbenannt wurde und deren Statut am 17. März 1941 von Papst Pius XII. angenommen worden ist. Die AOR war zunächst nicht mehr als eine Art Sammel- und Verwaltungsstelle für das päpstliche Restvermögen und die Ausgleichszahlungen, die die junge italienische Monarchie dem Heiligen Stuhl für den Verlust des Staatsterritoriums des Kirchenstaates gewährt hatte. Überdies erhielt der Papst vom italienischen Staat bis zur Unterzeichnung der Lateranverträge 1929 eine jährliche Apanage, die für die damalige Zeit ein Vermögen darstellte. Das alles wollte Leo XIII. zentral verwaltet wissen. Die AOR war keine Bank und trat auch nicht als eine solche in Erscheinung. Bis 1942 war die Existenz dieser Verwaltung, die direkt dem Papst unterstellt war, kaum bekannt.
Am 27. Juni 1942 konstituierte Papst Pius XII. per Chirograph (Acta Apostolica Sedis n. 217, 1942) das Istituto per le Opere di Religione (IOR) mit eigenem Rechtsstatus, das damit die „Amministrazione per le Opere di Religione“ absorbierte.
Laut seinen Statuten ist der Zweck des Instituts, „für die Aufrechterhaltung und Administration von beweglichem und unbeweglichem Eigentum zu sorgen, welches dem IOR von physischen oder juristischen Personen übertragen oder anvertraut worden ist und das für religiöse oder wohltätige Werke bestimmt ist.“
Das IOR ist nicht Teil der Römischen Kurie und daher auch nicht Teil der zentralen Administrationsstruktur der römisch-katholischen Kirche. Es ist zudem auch keine Zentralbank, die für die Geld- und Währungspolitik der Vatikanstadt zuständig wäre. Diese Funktion wird durch ein Abkommen zwischen der Europäischen Union und dem vatikanischen Stadtstaat reguliert. Die Implementierung und Überwachung dieses Abkommens wird von der Autorità di Informazione Finanziaria, kurz AIF (vatikanische Financial Intelligence Unit), durchgeführt, die mit päpstlichem Motu Proprio am 30. Dezember 2010 gegründet worden ist. Zudem wurde die Rolle der vatikanischen Güterverwaltung APSA als Zentralbank erneut im Februar 2014 bestätigt: Papst Franziskus begründete per Motu Proprio das Wirtschaftssekretariat als neue zentrale Finanzaufsichtsbehörde des Vatikans.
Die Erträge des IOR stehen dem Papst zur Verfügung. Das Institut erwirtschaftete im Jahr 2012 eine Summe von ca. 55 Millionen Euro. Darüber hinaus vergibt das IOR keine Kredite aus seinen Einlagen und gibt keine Sicherheiten zum Wiederverkauf oder andere Finanzprodukte aus.
Die Goldreserven des IOR, von Bernardino Nogara in den 1930er-Jahren aufgebaut, bestanden laut Angaben der Präfektur für die Ökonomischen Angelegenheiten des Heiligen Stuhls im Januar 1992 aus 235.765 Feinunzen im damaligen Gegenwert von rund 83 Millionen US-Dollar. Ende 1992 waren es nur noch 139.302 Feinunzen und Ende 1993 hatte das IOR nur noch 47.772 Feinunzen Gold in seinen Büchern. 1994 bezifferte Kardinal Castillo Lara die Einlagen des IOR mit 7 Billionen Lire, was damals rund 4 Milliarden US-Dollar entsprach. Die Nettoeinnahmen betrugen laut Lara im gleichen Jahr rund 70 Milliarden Lire, also rund 40 Millionen US-Dollar. Nach Angaben des damaligen IOR-Präsidenten Angelo Caloia lag das Vermögen des IOR Ende November 1987 bei 7 Milliarden DM (umgerechnet ca. 3,5 Milliarden EUR), das vor allem in ausländischen Wertpapieren angelegt worden sei. Unter anderem nannte Caloia als wichtiges Vermögen des IOR Anteile an fünf Bankhäusern, ohne diese zu nennen.
Am 1. Oktober 2013 veröffentlichte das IOR erstmals in seiner Geschichte seine Jahresbilanz; sie kann auf der (im Juli 2013 gestarteten) IOR-Website heruntergeladen werden. Besagte Jahresbilanz nennt eine Bilanzsumme von knapp 5 Milliarden Euro und ein Eigenkapital in Höhe von 769 Millionen Euro. Als Einlagen und zur Vermögensverwaltung sind dem IOR insgesamt 6,3 Milliarden Euro anvertraut worden. Die F.A.Z bezeichnete die Veröffentlichung als „Revolution“.
Im Dezember 2014 machte der Vatikan Ermittlungen gegen Angelo Caloia wegen Veruntreuung von fast 60 Millionen Euro bekannt. Im Januar 2021 verurteilte der Gerichtshof des Vatikanstaates (siehe Gerichtsorganisation (Vatikanstadt)) Caloia und seinen Anwalt wegen Geldwäsche und Unterschlagung von 59 Millionen Euro zu je 8 Jahren und 11 Monaten Haft. 38 Millionen Euro Vermögen der beiden, unter anderem in der Schweiz, wurden beschlagnahmt. Beide Verurteilte kündigten Berufung an. Ob die Verurteilten die Haft antreten müssen, ist auch aufgrund ihres Alters (Caloia 81, Anwalt Liuzzo 97 Jahre) unsicher.

## Struktur des IOR
Das IOR besteht laut seinen Statuten von 1990 aus einer fünfteiligen Struktur, welche die Aufsichtskommission der Kardinäle, einen Prälat, einen Aufsichtsrat, ein Direktorat, sowie einen Rechnungsprüferausschuss umfasst.

### Aufsichtskommission der Kardinäle
Die vom Papst für einen Zeitraum von fünf Jahren ernannte Aufsichtskommission der Kardinäle (Commissione Cardinalizia di Vigilanza) besteht aus sechs Kardinälen. Sie ernennt den fünfköpfigen Aufsichtsrat und auf Empfehlung des Aufsichtsrats auch den Generaldirektor und den Vize-Generaldirektor. Sie ist zuständig für die Überprüfung größerer Geschäftsprozesse und Strategien, welche ihr vom Präsidenten des Aufsichtsrates präsentiert werden, und trifft sich mindestens dreimal pro Jahr. Im Januar 2014 berief Papst Franziskus vier neue Mitglieder in die damals noch fünfköpfige Aufsichtskommission der Kardinäle. Einzig Kardinal Jean-Louis Tauran gehörte auch schon dem vorherigen Kardinalskommission-Kollegium an. Im März 2014 wählten die Mitglieder den Kurienkardinal Santos Abril y Castelló zu ihrem Präsidenten. Im Januar 2015 wurde mittels eines Rescriptum ex audentia des Papstes die Anzahl der Mitglieder der Kommission auf sechs Kardinäle erhöht und der kroatische Kardinal Josip Bozanić als weiteres Mitglied nominiert. Durch Taurans Tod im Juli 2018 ging die Mitgliederzahl wieder auf fünf zurück. Am 10. Oktober 2020 hat Papst Franziskus die Kommission teilweise neu besetzt:
- Kardinal Christoph Schönborn (Präsident)
- Kardinal Luis Antonio Tagle
- Kardinal Giuseppe Petrocchi
- Kardinal Konrad Krajewski
- Kardinal Emil Paul Tscherrig

### Prälat
Der Prälat wird von der Aufsichtskommission der Kardinäle unter Zustimmung des Papstes berufen. Er fungiert als Sekretär bei den Treffen der Kardinäle und nimmt an den Sitzungen des Aufsichtsrats teil, insofern stellt er ein Verbindungsglied zwischen den beiden Gremien dar. Im Juni 2014 ernannte Papst Franziskus Monsignor Ricca zum Prälaten. Dieser war bis dato unter anderem Verwaltungsdirektor des vatikanischen Gästehauses Santa Martha, in welchem auch Papst Franziskus wohnt.
- Monsignore Battista Salvatore Ricca, ad interim[29]

### Aufsichtsrat
Der Aufsichtsrat kommt vier- bis sechsmal pro Jahr zusammen. Er legt die Strategie des IOR fest und stellt die operative Beaufsichtigung sicher. Das Mandat der aktuellen Mitglieder läuft 2015 aus. Präsident des Aufsichtsrats war von Februar 2013 bis Juli 2014 Ernst von Freyberg. Unter seiner Präsidentschaft wurde eine Transparenz- und Compliance-Offensive sowie eine „Null-Toleranz-Politik“ gegen Finanzkriminalität jedweder Art initiiert und implementiert.
Die vier weiteren Mitglieder waren bereits vor v.Freybergs Berufung Aufsichtsratsmitglieder. Am 9. Juli 2014 wurde Jean-Baptiste Douville de Franssu als neuer Präsident vorgestellt. Mauricio Larraín und Carlo Salvatori wurden im September 2014 als weitere Mitglieder des IOR-Aufsichtsrates ernannt. Im Zuge des päpstlichen Rescriptum ex audentia im Januar 2015 wurde Alfred Xuereb als nicht-stimmberechtigter Sekretär berufen.
- Jean-Baptiste Douville de Franssu (Präsident)
- Javier Marín Romano
- Lord Michael Hintze
- Georg Freiherr von Boeselager
- François Pauly
- Bernard Brenninkmeijer
- Sheila Marie L. Uriarte-Tan

### Generaldirektion
- Gian Franco Mammì (Direktor)

### Rechnungsprüferausschuss
Die drei Revisoren werden vom Aufsichtsrat für eine maximale Dauer von drei Jahren ernannt. Als Nachfolger von Massimo Spina wurde Mario M. Busso im Oktober 2014 zum Präsidenten des Rechnungsprüferausschusses ad interim nominiert.
- Mario M. Busso (Präsident ad interim)[35]
- Rodolfo Molinuevo Orue
- Pierluigi Bernasconi

### Päpstliche Kommission
Am 24. Juni 2013 berief Papst Franziskus zudem per Chirograph eine Päpstliche Kommission zur Berichterstattung über das IOR ein, die Vorschläge zur Beschaffenheit des IOR erarbeiten und dem Papst direkt berichten soll. Diese fünfköpfige Kommission besteht unter anderem aus der Harvard Jura-Professorin und ehemaligen US-Botschafterin Mary Ann Glendon. Ziel der sogenannten CRIOR Kommission (Pontificia Commissione Referente sullo IOR) sei eine „bessere Harmonisierung“ des IOR „mit dem universalen Auftrag des Apostolischen Stuhls“, so die Begründung im vatikanischen Dokument. Am 24. Mai 2014 wurde bekannt gegeben, dass die Arbeiten der Kommission beendet seien und diese nicht mehr für weitere Treffen zusammenkommen werde.
- Kardinal Raffaele Farina (Präsident)
- Kardinal Jean-Louis Tauran (†)
- Bischof Juan Ignacio Arrieta Ochoa de Chinchetru (Koordinator)
- Monsignore Peter Bryan Wells (Sekretär)
- Mary Ann Glendon

## Kontroversen
Ende der 1970er-Jahre gab es einen Skandal um undurchsichtige Geschäfte, in die das IOR, die größte italienische Privatbank Banco Ambrosiano sowie die Mafia verwickelt waren.
Das IOR war Hauptaktionär der Banco Ambrosiano, unterstand aber wegen des völkerrechtlichen Sonderstatus des Heiligen Stuhls selbst nicht der italienischen Bankenaufsicht. Dies nutzten der Mafia-Rechtsanwalt Michele Sindona und Ambrosiano-Generalmanager Roberto Calvi mit Unterstützung des damaligen IOR-Direktors Erzbischof Paul Casimir Marcinkus zur Unterschlagung und Geldwäsche von Mafia-Geldern und zu Transfers von Millionenbeträgen in die Schweiz und auf die Bahamas aus. Marcinkus war nicht nur Chef der Vatikanbank, sondern auch Hauptaktionär der Banco Ambrosiano. Roberto Calvi wurde am 18. Juni 1982 erhängt unter der Brücke der Schwarzen Mönche  in der City of London aufgefunden. Am Tag zuvor war seine Sekretärin und Vertraute Graziella Corrocher in Mailand aus einem Gebäude gestürzt. Der damalige IOR-Präsident Marcinkus konnte zeitweilig den Vatikan nicht verlassen, da in Italien ein Haftbefehl gegen ihn vorlag. Im Urteil zum Prozess um Calvis Ermordung bestätigte 2010 das Berufungsgericht in Rom, dass die Cosa Nostra über mehrere Jahre illegal erworbenes Kapital über IOR-Konten gewaschen hatte.
Es wird vermutet, dass über die Banco Ambrosiano eine geheime Finanzierung der Solidarność-Bewegung in Polen stattgefunden hat.
Der Zusammenbruch der Banco Ambrosiano und die Ermittlungen rund um diesen Bankrott sowie der Mord an Roberto Calvi und der Tod Johannes Pauls I. entwickelten sich zu einer wirklichen Bedrohung nicht nur für das IOR, sondern für die Reputation des Vatikans schlechthin. Diese Geschehnisse sowie der Tod Johannes Pauls I. werden unter anderem im Film Der Pate III (1990) aufgegriffen und filmisch interpretiert. Beweise für die darin behaupteten Verbindungen liegen jedoch nicht vor.
Bisher konnte sich der Kirchenstaat nicht dazu entschließen, jene Dokumente freizugeben, die zur Aufklärung dieses großen Finanzskandals seiner jüngeren Geschichte beitragen würden. Noch immer wartet die italienische Justiz auf die Aufklärung der Hintergründe der Affäre Calvi. Eine Anfrage an den Vatikan um Amtshilfe läuft nun schon seit 2010.
Zur Sanierung des IOR, das im Zuge dieses Skandals am Rande des Ruins stand, ernannte der Vatikan 1982 ein vierköpfiges Beratergremium von Finanzfachleuten, darunter prominente Bankiers im Ruhestand wie den Schweizer Philippe de Weck und den ehemaligen Vorstandssprecher der Deutschen Bank Hermann Josef Abs. Nach Verhandlungen zwischen dem italienischen Staat und dem Heiligen Stuhl akzeptierte der Vatikan, rund 250 Millionen Dollar an die Konkursverwaltung der alten Banco Ambrosiano zu zahlen.
In den 1990er-Jahren war der Vatikan zudem in den Korruptionsskandal Enimont verwickelt, der im Zuge der Ermittlungen von Mani pulite in Italien aufgedeckt wurde.
2003 hinterließ Monsignore Renato Dardozzi sein in der Schweiz angelegtes Geheimarchiv aus fast 5000 Dokumenten des vatikanischen Staatssekretariats und Papieren der Vatikanbank dem italienischen Journalisten Gianluigi Nuzzi. Die Dokumente erhärteten den Verdacht der Geldwäsche im Dienste der Mafia, der Blockade von Korruptionsermittlungen, von Schmiergeldaffären und geheimen Nummernkonten, die angeblich etwa das Geld des siebenmaligen Ex-Ministerpräsidenten Giulio Andreotti von der ehemaligen katholischen Volkspartei Democrazia Cristiana enthielten. Nuzzi erregte mit der Veröffentlichung des darauf basierten Buches Vatikan AG – Ein Geheimarchiv enthüllt die Wahrheit über die Finanz- und Politskandale der Kirche über das Finanzgebaren der Vatikanbank in den Jahren 2009/2010 großes Aufsehen. Der damalige Präsident Angelo Caloia trat nach der Buchveröffentlichung nach zwanzig Jahren an der Spitze der Vatikanbank zurück. Die Financial Times hat diese weitreichende Entscheidung des Kirchenstaates auf die Enthüllungen des Buches Vatikan AG zurückgeführt.
Am 21. September 2010 beschlagnahmte die italienische Finanzpolizei 23 Millionen Euro von einem Konto des Instituts und leitete gegen den damaligen Präsidenten Ettore Gotti Tedeschi sowie den damaligen Generalsekretär des Instituts Paolo Cipriani Ermittlungen wegen des Verdachts auf Geldwäsche ein. Tedeschi wies die Vorwürfe vehement zurück. Die Ermittlungen gegen ihn wurden 2012 eingestellt Im März 2014 wurde Gotti Tedeschi erneut von einem italienischen Gericht von jedweder Verantwortung entlastet – es werde keinen weiteren Prozess gegen ihn geben, so die römische Staatsanwaltschaft. Ein italienisches Gericht lehnte zunächst im Oktober 2010 die Forderung des IOR auf Freigabe der einen Monat zuvor beschlagnahmten 23 Millionen Euro ab.

### Situation 2012
Im Februar 2012 wurden im Rahmen der „Vatileaks“-Affäre Details über angebliche undurchsichtige Geschäfte des IOR öffentlich: So kam etwa ein Schreiben von Kardinal Attilio Nicora, Präsident der vatikanischen Finanzaufsichtsbehörde AIF, an die Medien, in dem er beklagte, dass auch die neuen Kontrollregeln nicht strikt genug seien. Der Brief war an den Bankchef und an das Staatssekretariat gerichtet, wurde aber zusammen mit weiteren Dokumenten der Tageszeitung „Il Fatto Quotidiano“ zugespielt.
Im Mai 2012 trat Tedeschi als IOR-Präsident zurück, nachdem der Aufsichtsrat des Instituts ihm einstimmig das Misstrauen ausgesprochen hatte. Laut vatikanischem Statement habe er „bestimmte Aufgaben von vordringlicher Wichtigkeit nicht ausgeführt“. Auch Spekulationen um Mobbing gegen Tedeschi standen im Raum. Daraufhin wurde bis zum 15. Februar 2013 Ronaldo Hermann Schmitz, pensioniertes Vorstandsmitglied der Deutschen Bank, zum Interims-Präsidenten des IOR ernannt.
Im März 2012 wurde die Vatikanstadt vom Außenministerium der Vereinigten Staaten gemeinsam mit Irland, Polen und Ungarn in eine Liste von Ländern eingereiht, deren Finanzsysteme hinsichtlich ihrer potenziellen Anfälligkeit für Geldwäsche der mittleren Kategorie (concern) entsprechen.

### Situation 2013
Zwischen Januar und Mitte Februar 2013 war der Kredit- und EC-Kartenverkehr des Vatikans zeitweise eingestellt. Die Banca d’Italia, Italiens Zentralbank und zugleich oberstes Organ der italienischen Bankenaufsicht, hatte der italienischen Tochter der Deutschen Bank untersagt, das Geld- und Kartengeschäft der Vatikanbank so wie bislang abzuwickeln, da es Banken der EU untersagt sei, in Nicht-EU-Ländern ohne adäquate Geldwäsche-Überwachungsbehörden tätig zu sein. Im Februar 2013 wurde seitens des Vatikans bekannt gegeben, dass der Kredit- und EC-Zahlungsverkehr wieder aufgenommen wurde und die Abwicklung dem Schweizer Geldinstitut Aduno SA übertragen worden sei.
Am 28. Juni 2013 wurden im Zuge von Ermittlungen der italienischen Justiz im Zusammenhang mit dem IOR drei Personen wegen Betrugs- und Korruptionsverdacht verhaftet. Der dabei mit verhaftete Priester Monsignore Nunzio Scarano, früherer Rechnungsprüfer der Güterverwaltung des Apostolischen Stuhls, soll bei den vorgeworfenen illegalen Geldtransaktionen über die Vatikanbank eine führende Rolle eingenommen haben. Nach dem darauffolgenden Rücktritt des Generaldirektors Paolo Cipriani und seines Stellvertreters Massimo Tulli am 1. Juli 2013 übernahm der damalige Aufsichtsratspräsident des IOR, Ernst von Freyberg, zudem interimistisch bis zur Berufung von Rolando Marranci im November auch das Amt des Generaldirektors.
Unter der Präsidentschaft Ernst von Freybergs etablierte das IOR eine sogenannte strikte „Null Toleranz“-Politik gegenüber jeglichen Formen von Finanzkriminalität. Seither wurden unter anderem die rund 19.000 Konten des IOR durch eine externe Wirtschaftsprüfungsgesellschaft überprüft.
Anfang August 2013 stellte der Staatsanwalt des Vatikans wegen der Affäre im Fall Scarano zum ersten Mal in der Geschichte ein Rechtshilfeersuchen an die Republik Italien, um den Fall aufklären zu können. Zudem hatte der zuständige Vatikan-Staatsanwalt bereits zuvor die Konten Nunzio Scaranos einfrieren lassen.

### Situation 2014
Am 21. Januar 2014 wurde gegen den ehemaligen vatikanischen Rechnungsprüfer Nunzio Scarano ein neuer Haftbefehl wegen Geldwäsche erlassen. Das IOR lieferte diesbezüglich umfangreiche Informationen an die italienischen Ermittlungsbehörden, wie der Pressesprecher des Vatikans, Federico Lombardi, bestätigte. „Die neue Entwicklung des Falls Scarano sei auch das Ergebnis der Zusammenarbeit des Vatikans mit den italienischen Behörden“, wurde Lombardi des Weiteren von der Nachrichtenagentur dpa zitiert. Auch die zuständige und ermittelnde Staatsanwaltschaft in Salerno hatte sich bei Bekanntwerden der neuen Vorwürfe positiv über die behördliche Zusammenarbeit mit dem Vatikan im Fall Scarano geäußert. Entgegen einigen Medienberichten gab es keine Durchsuchungen der italienischen Finanzpolizei im IOR.
Am 19. Mai 2014 berichtete die Vatikanische Finanzinformationsbehörde (AIF), dass gegen den früheren Kardinalstaatssekretär Tarcisio Bertone wegen Veruntreuung von 15 Millionen Euro ermittelt werde. Laut vatikanischen Quellen soll beim IOR „im Dezember 2012 mit Wandelschuldverschreibungen getrickst“ worden sein: demnach hatte das IOR für 15 Millionen Euro Wandelanleihen eines Unternehmens erworben – also verzinsliche Wertpapiere, die nach einem vereinbarten Zeitraum in Aktien umgewandelt werden können. Laut „Bild“ sollen diese jedoch inzwischen weitgehend wertlos geworden sein. Die 15 Millionen Euro tauchten daher als „Abschreibung“ in der IOR-Bilanz für 2013 auf. Der Empfänger des Geldes war die TV-Produktionsgesellschaft „Lux Vide“; dessen Gründer Ettore ist Mitglied des Ordens Opus Dei und eng befreundet mit Bertone. Der Deal kam gegen Widerstand aus dem IOR auf Druck von Bertone zustande, berichtete der AIF-Chefermittler René Brülhart. Tarcisio Bertone hat darüber hinaus weitere tiefe Finanzlöcher hinterlassen. Eines davon bedroht die wirtschaftliche Struktur jener Ordensgemeinschaft, der Bertone angehört: der Salesianer Don Boscos – Güter im Wert von 130 Millionen Euro sind gepfändet, darunter auch die Ordenszentrale in Rom. Weiter berichtete die „Bild“-Zeitung, der katholischen Kirche sei ein zweistelliger Millionenbetrag verloren gegangen, weil vatikanische Immobilien weit unter Marktwert verkauft worden seien; dieser Schaden wird demnach auf 20 Millionen Euro beziffert. Insgesamt erhöhten sich die Verdachtsfälle für Geldwäsche von sechs Fällen im Jahr 2012 auf 202 Fälle im Jahr 2013. Fünf Fälle leitete Brülhart an die Vatikanische Anklagebehörde weiter.
Ernst von Freyberg trat am 9. Juli 2014 nach ca. eineinhalb Dienstjahren von seinem Posten als Aufsichtsratspräsident des IOR zurück. Sein Nachfolger wurde der französische Geschäftsmann Jean-Baptiste Douville de Franssu.

### Situation 2021
Angelo Caloia, von 1989 bis 2009 Präsident des IOR, wurde 2021 wegen Geldwäsche und Unterschlagung zu mehr als acht Jahren Haft verurteilt.

## Reformprozess

### Institutionelle Meilensteine
1990 erfolgte eine Umstrukturierung des IOR durch Johannes Paul II. Nach Art. 4 des Statuts verfügt das IOR seitdem über folgende Organe: Eine Aufsichtskommission von fünf Kardinälen, den Prälat, den Aufsichtsrat, die Direktion und die Revisoren. Zudem ordnete Papst Franziskus am 24. Juni 2013 die Bildung einer fünfköpfigen Päpstlichen Kommission (CRIOR) an, welche ihm über die internen Abläufe des IOR berichten und Vorschläge zur künftigen Gestaltung erarbeiten sollte (siehe auch den Abschnitt Struktur des IOR).
Papst Franziskus nahm am 7. April 2014 den Vorschlag zur künftigen Ausgestaltung des IOR als weiterhin spezialisierter Anbieter von Finanzdienstleistungen für die weltweite Kirche an. Dieser war dem Papst zuvor auf Grundlage von Empfehlungen des CRIOR, des Aufsichtsrats und der Direktion des IOR sowie einer weiteren Päpstlichen Kommission (COSEA) unterbreitet worden.

### Reformschritte 2010/2011
Am 1. Januar 2010 trat das Währungsabkommen zwischen dem Vatikan und der Europäischen Union in Kraft, welches die Währungsvereinbarung zwischen dem Vatikan und dem italienischen Staat aus dem Jahr 2000 ergänzt. Darin verpflichtet sich der Vatikan, die EU-Gesetze gegen Geldwäsche und Geldfälschungen zu übernehmen.
Im Dezember 2010 erließ Benedikt XVI. zudem ein sogenanntes Motu proprio, mit welchem die entsprechende Aufsichtsbehörde zur Bekämpfung von illegalen Aktivitäten auf dem Feld des Finanz- und Währungswesens eingeführt wurde, die vatikanische Finanzinformationsbehörde Autorità di Informazione Finanziaria (AIF). Seit Anfang April 2011 kann im Vatikanstaat Geldwäsche mit Haftstrafen bis zu zwölf Jahren, Terrorfinanzierung mit bis zu 15 Jahren bestraft werden.
Im Juni 2011 wurde aufgrund dieser neu geschaffenen Kontrollbehörde die im Dezember 2010 blockierte Summe von 23 Millionen Euro wieder freigegeben, welche über ein Konto des IOR zur Überweisung beim italienischen Geldinstitut Credito Artigiano vorgesehen war.

### Reformschritte 2012
Im Juli 2012 veröffentlichte Moneyval, der Expertenausschuss des Europarats zur Bewertung von Maßnahmen zur Bekämpfung von Geldwäsche, die Ergebnisse seiner Überprüfung des Vatikanstaats, die auf vatikanische Anfrage hin durchgeführt worden war. In neun von 16 Kernpunkten erfüllte der Stadtstaat internationale Anforderungen. Es wurden weitere Reformschritte gefordert. Ziel des Vatikans ist die Aufnahme in die sogenannte „Weiße Liste“ der Organisation für wirtschaftliche Zusammenarbeit und Entwicklung (OECD), in welcher Länder aufgenommen sind, die internationale Standards zur Bekämpfung von Steuerstraftaten und Geldwäsche erfüllen.
Im November 2012 wurde der Schweizer Anti-Geldwäschespezialist René Brülhart zum Direktor der AIF ernannt. Brülhart war früher u. a. für die Financial Intelligence Unity (FIU) in Liechtenstein tätig und außerdem Vize-Vorsitzender der Egmont Group, einem globalen Netzwerk nationaler Zentralstellen für Verdachtsfälle von Korruption, Geldwäsche und Terrorismusfinanzierung. Er löste damit Kardinal Attilio Nicora ab, welcher am 19. Januar 2011 zum AIF-Präsidenten ernannt worden war.

### Reformschritte 2013
Am 15. Februar 2013 wurde Ernst von Freyberg zum Präsidenten des Aufsichtsrates und damit zum neuen Chef des Instituts ernannt. Die Leitlinien seiner Tätigkeit sind durch den umfassenden Reformprozess des IOR definiert, welcher seit Beginn seiner Präsidentschaft vorangetrieben wird. „Er holte das Beratungsunternehmen Promontory an Bord, das die Konten durchleuchtet. Dubiose Kunden wurden vor die Tür gesetzt. Nach außen übte sich die Bank in Transparenz. Sie hat nun eine Internetseite und veröffentlichte ihren ersten Geschäftsbericht“, zog die Welt am Sonntag nach dem ersten Jahr seiner Präsidentschaft eine Zwischenbilanz.
Im Mai 2013 wurde laut Medienberichten das international tätige Wirtschaftsprüfungsunternehmen Promontory Financial Group beauftragt, eine umfassende Untersuchung aller Institutsaktivitäten durchzuführen. Darunter falle unter anderem die Überprüfung aller rund 19.000 Kundenkonten.
Im Juni 2013 wurden Mary Ann Glendon, die drei Prälaten Raffaele Farina, Jean-Louis Tauran, Juan Ignacio Arrieta Ochoa de Chinchetru sowie der stellvertretende vatikanische Innenminister Peter Bryan Wells von Papst Franziskus in die Päpstliche Kommission zur Eruierung von grundlegenden IOR-Reformen, die sogenannte CRIOR-Kommission („Pontificia Commissione Referente sullo IOR“) berufen.
Am 1. Oktober 2013 veröffentlichte die Vatikanbank erstmals ihre Bilanz und ihren Geschäftsbericht 2012 auf ihrer im Juli 2013 gelaunchten Website.
Ebenfalls im Oktober 2013 wurden laut Zeitungsberichten rund 1300 Konteninhaber aufgefordert, ihre Bankverbindung beim IOR zu kündigen, da sie nicht zum satzungsgemäßen Kundenkreis des IOR gehören. Die Kündigungen waren Resultat des externen Screenings durch die Wirtschaftsprüfer von Promontory. Bis Ende 2013 wurden ca. 10.000 der insgesamt rund 18.000 Konten des IOR diesem Experten-Screening unterzogen, wie der damalige Präsident Ernst von Freyberg in einem Interview angab.
Am 12. Dezember 2013 legte Moneyval, das Expertenkomitee des Europarats für die Bekämpfung von Geldwäsche, einen zweiten Bericht vor. Darin wurden dem Vatikan wichtige Fortschritte in Bezug auf mehr Transparenz seiner Finanzgeschäfte und seine Maßnahmen gegen Geldwäsche attestiert. Gleichzeitig wurde empfohlen, dass das vatikanische Kontrollgremium AIF noch enger mit dem IOR zusammenarbeitet, etwa das Konten-Screening betreffend. AIF-Chef René Brülhart bekräftigte dieses Ziel in einem Interview: „Als nächstes werden in erster Linie sogenannte Vor-Ort-Kontrollen durchgeführt werden, die sind momentan in Planung. Das dürfte in Kürze über die Bühne gehen. Ein Hauptpunkt dabei wird sein, dass wir insbesondere den Aufarbeitungsprozess innerhalb des IOR unter die Lupe nehmen werden, dass wir dort also verifizieren, wie das abgelaufen ist. Dieser Prozess findet unter unserer Aufsicht statt; nichtsdestotrotz wird es wichtig sein, dass wir dort in eine entsprechende Verifizierung hineingehen.“

### Reformschritte 2014
Am 22. Januar 2014 veröffentlichte das IOR eine Mitteilung zum Fortschritt des Compliance- und Transparenzprogramms. „Wir haben hart daran gearbeitet, Compliance, Transparenz sowie die internen Prozesse zu verbessern. Es liegt noch eine Menge an Implementierungsarbeit vor uns, aber wir sind zweifellos auf dem richtigen Weg und haben bedeutende Fortschritte erzielt“, kommentierte der damalige IOR-Präsident Ernst von Freyberg die Bemühungen des Instituts, ein best practice compliance risk management einzuführen und den Standards der vatikanischen Anti-Geldwäsche-Gesetzgebung zu entsprechen. Konkret seien diesbezüglich die Anti-Geldwäsche-Prozesse überarbeitet und Mitarbeiter geschult worden. Zudem sei auf Basis der vatikanischen Gesetze die Zusammenarbeit mit der zuständigen Kontrollbehörde des Vatikans, der AIF, sehr stark professionalisiert worden.
Am 7. April 2014 gab der Vatikan bekannt, dass die Mission und Aufgabe des IOR entsprechend dem Vorschlag des Managements und der beiden Päpstlichen Kommissionen CRIOR und COSEA weitergeführt werden wird. Papst Franziskus beschied somit positiv über eine künftige Ausgestaltung des IOR, welche die „Wichtigkeit des Auftrags des IOR für das Wohl der Kirche nochmals bestätigt“. Das Institut werde seine Arbeit „mit Umsicht fortsetzen und der katholischen Kirche weltweit spezialisierte Finanzdienstleistungen anbieten“, teilte der Vatikan in seiner Pressemitteilung mit. Zudem wurde in dem vatikanischen Statement betont, dass der unter Ernst von Freyberg eingeschlagene Weg der Transparenz und Compliance auch künftig von zentraler Bedeutung sein werde und die Anstrengungen des IOR zur Anpassung an internationale Transparenzstandards entsprechend fortgesetzt würden.
Am 19. Mai 2014 veröffentlichte die Finanzaufsichtsbehörde des Vatikans (AIF) ihren Jahresbericht 2013. Die Zahl der gemeldeten Transaktions-Verdachtsfälle war stark angestiegen von sechs im Jahr 2012 auf 202 im Jahr 2013. Dies stehe in Verbindung mit den neuen effizienteren Kontroll- und Transparenzmechanismen, so AIF-Direktor René Brülhart. Fünf dieser Fälle wurden an den vatikanischen Staatsanwalt zur Prüfung juristischer Schritte weitergeleitet. Auch die Überprüfung des IOR wurde in dem Jahresbericht thematisiert. Laut Mitteilung des Vatikans seien 2013 am Institut „wesentliche Fortschritte“ erzielt worden.
Medienberichten zufolge wurde das Screening der bestehenden 18.900 IOR-Konten durch Wirtschaftsprüfer des US-Unternehmens Promontory im Mai 2014 erfolgreich abgeschlossen. Die Nachrichtenagentur APA sprach von einem „ersten Etappensieg“ in der Transparenzinitiative des IOR.

### Reformschritte 2018
Nach Angabe des Kurienbischofs Juan Ignacio Arrieta Ochoa de Chinchetru ist die Finanz- und Organisationsreform der Vatikanbank fast abgeschlossen. Die Bank erfülle nunmehr „vollumfänglich“ die einschlägigen europäischen Normen, „was etwa die Kontrolle und Nachverfolgung von Geldflüssen angeht“.

### Reformschritte 2019 (Neues Statut des IOR)
Papst Franziskus hat am 10. August 2019 das Statut des IOR aus dem Jahr 1990 geändert und vollständig neu gefasst. Die Zielsetzung des Instituts bleibt unverändert: „Schutz und Verwaltung der Güter, die dem Institut von physischen oder juridischen Personen anvertraut werden und die für Werke der Religion und der Nächstenliebe bestimmt sind.“ Die Struktur der Bank wird nach der Änderung folgende Elemente enthalten:
- Die Kardinalskommission wird aus fünf Kardinälen bestehen mit einer Amtszeit von fünf Jahren und einer möglichen Verlängerung um fünf Jahre.
- Aufsichtsrat, bestehend aus sieben Mitgliedern mit einer Amtszeit von fünf Jahren und einer möglichen Verlängerung um fünf Jahre.
- Verantwortlicher Prälat mit einer Amtszeit von fünf Jahren und einer möglichen Verlängerung um fünf Jahre. Hauptaufgabe wird die Überwachung des IOR in Hinblick auf „die ethische Dimension“ sein.
- Direktion mit einer Altersbegrenzung von 70 Lebensjahren.

Die Direktion der Bank ist verpflichtet, monatlich dem Aufsichtsrat und dem leitenden Prälaten einen umfassenden wirtschaftlichen Bericht vorzulegen.
Neu wird die Rolle einer „auswärtigen Revision“ eingeführt, die von einer Person oder einem Unternehmen ausgefüllt werden kann und weitgehende Kontroll- und Auskunftsrechte erhalten wird; Hauptzweck ist ein Controlling der IOR-Bilanzen gemäß internationalen Standards. Die interne Revision wird aufgelöst. Das Vorschlagsrecht liegt auf Seite des Aufsichtsrates; die Trennung erfolgt durch die Kardinalskommission des IOR.
Neu wird ebenfalls sein, dass Mitarbeiter des IOR keine Nebentätigkeiten mehr ausüben dürfen.